# Emberton
Emberton est un village et une paroisse civile du borough de Milton Keynes, dans le comté cérémoniel de Buckinghamshire, en Angleterre.
Le village est situé près de la frontière avec le Northamptonshire, juste au sud d'Olney et au nord de Newport Pagnell.